# James Moore (ciclista)
James Moore (14 de enero de 1849 - 17 de julio de 1935) fue un ciclista pionero inglés. Se le considera popularmente como el ganador de la primera carrera ciclista oficial del mundo en 1868 en Saint-Cloud, París, aunque esta afirmación parece ser errónea. En 1869 ganó la primera carrera en ruta del mundo, la prueba París-Ruan patrocinada por Le Vélocipède Illustré y  la compañía Bicicletas Michaux, propiedad de los hermanos Olivier. Moore cubrió el recorrido de 113 km (70 mi) en 10 horas y 25 minutos. Fue una de las primeras estrellas de las carreras ciclistas, dominando la competición durante muchos años.

## Educación y primeros años
Moore nació en Long Brackland, Bury St Edmunds, Suffolk, Inglaterra, el 14 de enero de 1849. El padre de Moore, también llamado James, era herrero y herrador. Su madre era Elizabeth Ann Moore. La pareja tuvo dos hijos y cinco hijas. Los hijos, Alfred y James, nacieron en Gran Bretaña, las hijas en Francia.
La familia se mudó a París cuando James tenía cuatro años. Se desconoce el motivo del traslado. Una fuente indica que el padre de Moore era francés, y el resto de la familia de origen irlandés y escocés, pero no hay confirmación de este extremo. La familia finalmente vivió en el número 2 de cité Godot-de-Mauroy. James se hizo amigo de la familia de herreros Michaux que vivía frente a ellos en los números 5 y 7. A la familia Michaux, ya sea Pierre o su hijo Ernest, se le atribuye el mérito de haber sido los primeros en agregar manivelas y pedales a un velocípedo. Moore poseía un velocípedo Michaux alrededor de 1865.
Un informe decía:
Fue en 1865 cuando Moore se convirtió en el propietario de su primer velocípedo, después de haber comprado en ese año un pesado velocípedo de madera o un biciclo (conocido coloquialmente como agitahuesos) de la famosa empresa pionera en la fabricación de bicicletas, que había sido fundada por Ernest Michaux. Se dedicó a emplear su vehículo con el mayor entusiasmo.
Moore usó su velocípedo para hacer recados para su padre, viajando desde el centro de la ciudad a los suburbios.
El hijo de James Moore, también llamado James, dijo que:
Seis meses [después de mudarse a París] mientras la mayoría de los miembros más jóvenes de la familia todavía estaban luchando con el idioma francés, fue el joven Jimmy quien actuó como su intérprete. Evidentemente se sentía como en casa en París y, como cualquier otro niño, le fascinaba el Cirque d'Été (el Circo de Verano), que solía estar a mitad de camino de la Avenida de los Campos Elíseos, a tiro de piedra de su casa en la avenida Montaigne. Fue aquí donde desarrolló su amor por los caballos que conservaría el resto de su vida. Se llevaba bien con la gente del circo, que le dejaba montar a caballo en los ensayos. Los acróbatas y trapecistas también eran sus amigos y aprendió muchos de sus trucos. A los 18 años podía hacer una doble voltereta entre dos trapecios, toda una hazaña.
Este relato choca con la afirmación de que los dos hijos nacieron cuando la familia ya se había trasladado a Francia.

## Carrera ciclista

### La primera carrera ciclista - St-Cloud
Moore se unió al club ciclista Véloce de París después de 1868. Comenzó a correr en la reunión celebrada en el parque de St-Cloud, al oeste de París, el 31 de mayo de 1868. La carrera de Moore es ampliamente citada como la primera carrera ciclista formal de la historia, y se colocó una placa a las rejas del parque para conmemorar el evento. Pero la validez de la afirmación se cuestiona en la historia de Keizo Kobayashi de la draisiana y del velocípedo Michaux, que afirma que la carrera de Moore fue la tercera de ese día y ni siquiera la más importante.
Las carreras del 31 de mayo de 1868, cuando Moore tenía 19 años, se llevaron a cabo en el parque de Saint-Cloud de París. Las carreras fueron hasta la fuente del parque y de regreso, unos 1200 metros por un camino de grava.
El historiador francés  Pierre Chany escribió:
En París proliferaron las 'máquinas de pedaleo', caracterizadas por ruedas de 1 metro o 1,10 m de diámetro delante y 80 cm detrás. Los ciclistas protagonizaban exhibiciones en las que rivalizaban en técnica y vigor. Al ver estas demostraciones, los hermanos Ollivier, que controlaban la Compagnie Parisienne, decidieron organizar una carrera el 31 de mayo de 1868 en el Parque de St-Cloud, puesto a su disposición por sus Majestades Imperiales Cycling Record informó que el evento comenzó a las 3 pm en presencia de la aristocracia del Todo-París, emocionados con la idea de ver a estos hombres rivalizar entre sí en fuerza y virtuosismo.
Aunque la carrera de Moore ha sido considerada la primera, el historiador holandés Benjie Maso dice que fue la segunda y que la primera fue ganada por un corredor llamado Polocini. (Consúltese más abajo para obtener más información sobre el misterio de la "primera carrera"). El favorito para el segundo evento era François Drouet, quien fue el líder inicialmente. A mitad de camino James Moore tomó la delantera, acelerando "a la velocidad del rayo", según 'Cycling Record', y ganó en 3 minutos y 50 segundos ante los "hurras frenéticos" de la multitud. Moore y Polocini recibieron medallas de oro por valor de cien francos otorgadas por la Compagnie Parisienne. La de Moore estaba grabada con su nombre y llevaba la efigie de Napoleón III Bonaparte. Lo que se cree que fue la primera carrera ciclista en Gran Bretaña tuvo lugar en el Welsh Harp el día después de que Moore ganara en el Parque de St-Cloud. La carrera británica fue ganada por Arthur Markham, quien durante muchos años tuvo una tienda de bicicletas cerca, en el 345 de Edgware Road.
Las carreras de St. Cloud captaron la imaginación del público e inspiraron eventos en otros lugares. La primera carrera en Gran Bretaña se llevó a cabo al día siguiente (véase más abajo) y en Gante, Bélgica, se disputó otra carrera el 18 de julio. Las competiciones celebradas en septiembre en Brno, la capital de Moravia, marcaron el inicio de las carreras en Europa central.
La bicicleta ganadora de Moore se encuentra en el Museo de la ciudad de Ely en Cambridgeshire. Tiene un tubo inferior y un tubo superior de hierro en configuración de diamante y neumáticos de metal aplanado. El resto es de madera, incluidas las ruedas. La rueda trasera tiene un diámetro de 31 pulgadas (78,7 cm), la delantera de 38 pulgadas (96,5 cm). La relación de cambio era 1:1 (los pedales estaban conectados al buje delantero), por lo que el desarrollo equivalente es bajo. El sillín de la máquina desapareció antes de que la bicicleta regresara a Gran Bretaña.

#### Placa conmemorativa
El Touring Club de Francia erigió una placa en el parque de Saint-Cloud con el rótulo: "El 31 de mayo de 1868, James Moore se convirtió en el ganador de la primera carrera de velocípedos en Francia". Entre los presentes estaban Godfrey Haggarel, cónsul general británico en París; Géo Lefèvre, vicepresidente de la Asociación de Periodistas Deportivos y el hombre que ideó el Tour de Francia, funcionarios del ayuntamiento de St-Cloud y del Touring Club de Francia, y los corredores Henry Debray, Lucien Louvet y Rodolf Moller, y Victor Breyer, que sería organizador adjunto del Tour de Francia. La placa desapareció posteriormente.

#### El misterio de la 'primera carrera'
James Moore creyó toda su vida que había ganado la primera carrera ciclista del mundo. La investigación y tesis de Keizo Kobayashi, sin embargo, intenta demostrar que la de Moore no fue la primera carrera.
Nick Clayton, editor de The Boneshaker,  revista para los entusiastas del ciclismo en Gran Bretaña, escribió:
Kobayashi ha descubierto al menos cinco carreras de velocípedos en Francia anteriores a St Cloud, por lo que la placa azul en la verja del parque que proclamaba a Moore como ganador de la primera carrera de velocípedos organizada en Francia es incorrecta en más de un aspecto. Es cierto que estas carreras no obtuvieron la publicidad que la organización de Michaux pudo atraer para St-Cloud, pero es curioso por qué debería figurar el nombre de James Moore en la placa en lugar del de Edward-Charles Bon, ganador de la carrera anterior de las 14:30 o incluso Poloni. [sic], ganador de la Gran Carrera de ese día.
Citando a Kobayashi, Clayton dice que el programa de St Cloud fue:
1. A las 14.30 h, carrera de 1 km para velocípedos de menos de 1 m de diámetro [rueda], por una medalla de plata. Participaron siete aficionados, el ganador fue Edward-Charles Bon en 2min 40seg a una velocidad de 22,5 km/h.
2. Carrera de 1 km para velocípedos de 1 metro por una medalla de plata dorada. Ganador James Moore en 2min 35seg, a una velocidad de 23,2 km/h. Cinco concursantes. Esta medalla está en el museo de Ely.
3: Carrera lenta de 50 metros. Seis concursantes, ganada por Durruthy.
A las 16:00: Gran recorrido por una medalla de oro. Tres ciclistas. Ganada por Polonini [sic] en 2min 33seg, 23,5 km/h.
El nieto de Moore le dijo a Clayton:
Si acepta que James Moore creía que ganó la primera carrera de bicicletas, entonces, como seguramente no puede haber olvidado que su carrera estaba programada al menos para ser la segunda del día en St Cloud, debió haber ocurrido algo diferente en la primera carrera - como por ejemplo, que no fuese exclusivamente para máquinas de pedales, o se cambió el orden de los eventos para que su carrera se llevara a cabo primero. Mi hipótesis asume la primera suposición, y depende solo en parte de si las reglas establecían que las ruedas delanteras de los velocípedos en la segunda carrera debían tener "exactamente" 1 metro de diámetro como se indica en su artículo. Mi argumento principal, sin embargo, es que la palabra "velocípedo" se usó genéricamente para incluir todos los tipos de máquinas, incluso los caballos de batalla para los que se acuñó originalmente. Seguramente habrían tenido ruedas de menos de un metro de diámetro.
Clayton, por su parte, respondió:
Creo que su intento de redefinir la segunda carrera en St Cloud "como la primera carrera de velocípedos" no se sostiene. Velocípedos significaba sacudidores de huesos (vehículos de dos ruedas), solo ocasionalmente habría algún triciclo o cuadriciclo. Los "sacudidores de huesos" comenzaron a circular en 1867 y St Cloud fue solo una de las varias reuniones menores que el historiador H. O. Duncan se encargó de inmortalizar.
James Moore creyó hasta su muerte que había ganado la primera carrera ciclista del mundo. Sobre las sugerencias de que Moore había inventado la historia después de alcanzar la fama al ganar la carrera París-Rouen (ver más abajo), su nieto John dijo:
En ese caso, siendo solo un año más o menos después de la carrera de St Cloud, es increíble que, si la afirmación fuera falsa, nadie hubiera rebatido esta afirmación, ni siquiera entre los ganadores, espectadores y otros seguidores de las carreras anteriores como se cita.
Durante mucho tiempo, no se pudieron encontrar fuentes contemporáneas que respaldaran ninguna de las afirmaciones. Hasta que la Biblioteca nacional de Francia digitalizó numerosos periódicos y revistas francesas.
"Le Petit-Journal" publicó un informe sobre estas carreras en su número del martes 2 de junio de 1868:
Las carreras se han desarrollado en el siguiente orden: 

VELOCÍPEDOS CON RUEDAS MENORES DE 1 METRO (medalla de plata): Sr. Ch. Bon, en 2 minutos 40 segundos.

VELOCÍPEDOS CON RUEDAS DE 1 METRO (medalla de plata dorada). Cinco ciclistas. Sr. James Moor, 1º, en 2 minutos 35 segundos.

CARRERA LENTA (50 metros de pista); seis competidores. Esta carrera fue muy divertida; los ciclistas hicieron todo lo posible por no ir rápido, sin detenerse; sus movimientos para ir despacio hicieron que cayeran, a excepción del Sr. J. Darenty, alumno del Grand Gymnasium, que ganó el premio.

GRAN CARRERA (medalla de oro). Tres ciclistas. Mr. Polinini, 1º en 2 minutos 33 segundos.

### París - Ruan - 1869, la primera carrera en ruta
Los hermanos Olivier estaban encantados con la carrera y al año siguiente, el 7 de noviembre de 1869, promovieron la carrera París-Ruan, sobre 130 km (81 mi). El primer premio era de 1000 francos, el segundo premio era una bicicleta con suspensión, luego se entregaron medallas a los tres siguientes clasificados. Las reglas decían que los ciclistas no debían "ser arrastrados por un perro o usar velas". 325 corredores comenzaron la carrera. El recorrido los llevó por St-Germain (16 km), Mantes-la-Jolie (39 km), Vernon (63 km) y Louviers (97 km). La carrera comenzó en el Arco de Triunfo de París y terminó en el centro de Ruan. Se presume que Moore utilizó una bicicleta Suriray construida por Tribout y equipada con rodamientos de bolas, que habían sido patentados por Jules Suriray, un mecánico de bicicletas parisino, en 1869.
El hijo de Moore, James, recordaba que:
Para ganar la París-Ruan, mi padre tuvo que demostrar fuerza muscular, coraje, determinación e inteligencia. La Plaza de l'Étoile [lugar del Arco del Triunfo] volvió a ser el escenario, a las siete de la mañana ... La bicicleta con pedales ya estaba muy extendida, y 325 ciclistas se habían inscrito para la carrera de 83 millas (133,6 km) hasta Ruan. Los organizadores tenían miedo de que comenzaran todos juntos, así que dividieron la salida en dos grupos: una niña de cinco años hizo el sorteo. Mi padre era el favorito de las carreras; el segundo favorito fue Castéra, segundo en St Cloud; el tercer favorito era un visitante inglés, un estudiante de Cambridge llamado Johnson, que había ganado carreras en Gran Bretaña. Ahora se consideraba a mi padre tan amigo de Francia que lo llamaban "El Parisino Volador".
Castéra y Johnson sacaron números pares, lo que significó que salieron en el primer grupo, 30 minutos antes que los impares. Mi padre sacó el número 187. Cuando se dio la señal para que el segundo grupo partiera, mi padre se puso directamente por delante y pronto se quedó solo. Estaba lloviendo y permaneció así todo el día. Justo por la Avenida de la Grande Armée y la Avenida de Neuilly, sobre los puentes del río Sena, y hacia el primer control en Saint-Germain-en-Laye, mientras pedaleaba con fuerza por la empinada colina cerca de la ciudad, pasó junto a un grupo de rezagados del primer grupo que empujaban sus máquinas. ¡Mi padre les había recuperado 30 minutos en tan solo 12 millas (19,3 km)!
Moore atrapó a Castéra y luego a Johnson. Ganó con un tiempo de 10 horas y 25 minutos, terminando frente a una multitud entusiasta a las 6:10 p. m. El promedio de solo 13 km/h (8 mph) se puede atribuir a las carreteras en mal estado, la falta de neumáticos, el peso de la máquina y el desarrollo bajo. Sin embargo, fue lo suficientemente rápido como para que el alcalde de Ruan, que debía entregar los trofeos, estuviera saliendo de su carruaje cuando llegó Moore. Los subcampeones fueron Jean-Eugène-André Castéra, a veces descrito como un conde (comte) a pesar de que el título había desaparecido con la Revolución, y Jean Bobillier de Voiron, en una bicicleta agrícola que pesaba 35 kg. Terminaron 15 minutos después que Moore y pidieron ser considerados en segundo lugar. La única mujer que terminó en el límite de tiempo fue una británica que se hizo llamar Miss América. Llegó en la jornada siguiente, al amanecer del día 22.
Esa noche se celebró un banquete en Ruan, y la bicicleta de Moore se había cubierto con la bandera británica, la Union Jack. Cuando volvió a recogerla de donde la habían dejado, en el exterior de un café de la rue Notre Dame des Victoires, había desaparecido.
El historiador Derek Roberts escribió:
¿Qué bicicleta montó Moore en la carrera París-Rouen en 1869? Hay dos candidatas y tres o cuatro relatos. Bonneville dijo que Moore estuvo montando una bicicleta Suriray especialmente construida por Tribout, equipada con rodamientos de bolas, llantas de goma de 48 1/4 de pulgada (122,6 cm) de perímetro y ruedas de 15 3/4 de pulgada (40,0 cm) con llantas de metal. Fue la primera bicicleta alta, dijo Bonneville, pasando por alto el hecho de que había dicho en otro lugar que este honor pertenecía a Vibert. Los autores anónimos de la serie 'Pioneros de la industria del biciclo' en Noticias del ciclismo afirmaron que Moore montaba una pesada Michaux de madera equipada con neumáticos de goma maciza que se aseguraban a las llantas de las ruedas por medio de tirantes de hierro atornillados a estas últimas, y su máquina incorporaba un tipo de rodamiento de bolas que había sido más o menos hecho a mano por un fabricante parisino ...
En "The World on Wheels" (El Mundo sobre Ruedas), H. O. Duncan, escribió:
«La máquina que condujo James Moore en la carrera París-Ruan se fabricó en la prisión de St-Pelagy, en las afueras de París, bajo la dirección de J. Suriray. Tribout (uno de los mejores corredores franceses) fue su capataz. H.W. Bartleet escribió: 'Moore ganó ... en una bicicleta Michaux con neumáticos de goma y cojinetes de bolas, estos últimos fabricados (en contra del consejo de Michaux) bajo la propia supervisión de Moore, y los prisioneros de una prisión de París pulieron las bolas de forma esférica. No se rebelaron ante el duro trabajo.
Moore recibió una medalla de oro en la oficina de la Compagnie Parisienne el 21 de noviembre, pero no está en la colección que se exhibe en el museo Ely.

### Otras carreras
Moore ganó una carrera en Le Neubourg en 1868, luego el gran premio de Cognac, y Le Neubourg y Le Vésinet en 1869. Pero según Nick Clayton, Moore prefería carreras en las que se enfrentaba a una competencia menor y podía ganar medallas en lugar de dinero.
Clayton escribió:
Moore parece haberse dormido en los laureles durante un tiempo y no defendió su reputación en Francia en 1870. Sin embargo, cuando estalló la guerra con Prusia en el verano, regresó a Inglaterra y, según Bonneville, quien puede ser poco fiable, ganó en Wolverhampton en una Meyer con ruedas de 1,2 m (47 plg) de diámetro. Participó en la carrera de bicicletas por Inglaterra con un premio de 20 libras otorgado por la Wolverhampton Sun Bicycle Association entre el 26 y el 28 de noviembre de 1870, cuando perdió en una carrera de una milla ante Sheldon. 
Moore, más adelante (en 1873), estableció un récord de la hora de 14 millas, 880 yardas (23,331 km) en Molyneaux Grounds en Wolverhampton. El libro Bike Cult de Gavid B. Perry lo enumera como el primer récord de la hora y el único que se logró con una bicicleta alta. La bicicleta Ariel tenía una rueda delantera de 49 pulgadas (124,5 cm) y un desarrollo de 3,91 metros (153,9 plg).
Moore se convirtió en uno de los primeros campeones del mundo cuando ganó la Copa MacGregor en 1872, 1873, 1874, 1875 y finalmente en Toulouse en 1877. Se retiró de las carreras en 1877.
Victor Breyer dijo:
Había alcanzado una posición única como ciclista. De hecho, comparable con lo que llegó a ser el gran Arthur Zimmerman un cuarto de siglo después. Corrió en Francia e Inglaterra, y es un hecho peculiar que fue aclamado como el 'Flying Frenchie' (el francés volador) en su lado del Canal y como l'Anglais volant (el inglés volador) en el otro. Entre 1868 y 1877, año de su jubilación, resultó casi imbatible en ambos países.
Nick Clayton escribió:
Clifford sostuvo que Moore fue sin duda el primer y más importante atleta ciclista de su época. Kobayashi realiza una valoración más moderada, calificándolo como el tercer mejor ciclista de Francia del momento, después de Edmond Moret y André Castéra. Moore era conocido por sus habilidades tácticas, probablemente aprendidas en las pistas de carreras de caballos, y nunca adelantaba a sus rivales hasta la última vuelta.
Por su parte, el hijo de Moore señaló que:
Tenía un gran interés por las carreras de caballos ... Mi padre estudió el caballo de carreras en su trote y paso, advirtiendo la gran explosión de potencia en las últimas 120 yardas (100 m) más o menos. Así escuché a mi padre explicar cómo montaba su bicicleta, como un caballo de carreras que nunca se balanceaba ni perdía el ritmo y ni el equilibrio, con una fuerte arremetida final. El caballo francés siempre se ha destacado por su velocidad, los caballos ingleses por su resistencia. Es por eso que los caballos ingleses rara vez ganan en los recorridos franceses más cortos. También ocurre con los ciclistas, ¿no?

## Vida posterior
Moore trabajó con su padre en el servicio de ambulancias en París durante la guerra franco-prusiana. Se fue a trabajar a Maisons Lafitte, el centro de carreras de caballos francés. En 1945 fue nombrado Caballero de la Legión de Honor.
Estudió en Cambridge, Inglaterra, para formar parte del Real Colegio de Cirujanos Veterinarios, del que se convirtió en miembro. También fundó una ganadería en Normandía.
El hijo de Moore dijo:
Mi padre mantuvo su actitud atlética en sus últimos años. En su 50 cumpleaños, dejó de fumar y anunció: "¡Estoy disgustado conmigo mismo por seguir con este hábito!". A los 78 años, el golf le llamó la atención. "Este es un juego que debo probar", dijo, y en tres años redujo su hándicap a nueve y luego a ocho.
También se dedicó al tenis, en el que "raras veces le ganaban". Nunca perdió su acento francés cuando hablaba en inglés, dijo Lord Brain de él en una reunión de médicos: "El Dr. Moore hace un tremendo esfuerzo para ocultar su entonación francesa que todos amamos tanto".
No está claro cuándo regresó Moore a Gran Bretaña. Algunos informes dicen que después de la guerra franco-prusiana, otros que fue antes de la Primera Guerra Mundial y aún otros afirman que fue al comienzo de la Segunda Guerra Mundial. Se mudó al 56 de Wildwood Road en Hampstead (Londres), donde murió después de una operación próstata a la edad de 86 años. Su nieto, John Moore, dice que se desconoce el paradero de su tumba, pero que puede estar en el área del embalse de Welsh Harp, cerca de Cricklewood en el norte de Londres.
Su obituario en la revista Cycling decía:
Lamentamos profundamente que tengamos que registrar la muerte, a la edad de 87 años, del Sr. James Moore, quien, el 31 de mayo de 1868, ganó la primera carrera ciclista jamás celebrada: una prueba de 25 kilómetros en Ville de St Cloud. ... El papel que James Moore jugó en la historia de las carreras de bicicletas, aunque de breve duración, fue históricamente de la mayor importancia. Entre 1873 y 1877 ganó cinco campeonatos internacionales y batió récords de corta distancia en abundancia. Todas estas carreras, incluido el campeonato mundial de carreras en Molineux [sic] Grounds, Wolverhampton, en 1874, se realizaron en una elegante y antigua bicicleta de la marca Ordinary. Moore mantuvo su interés en el ciclismo hasta su muerte. En 1933 fue invitado de honor en la cena trienal de la Road Records Association.
En 1966, el Saddle Club de Londres sugirió que la Oficina de Correos británica produjera un sello conmemorativo para el 100 aniversario de la carrera St-Cloud. El club sugirió un diseño pero la idea finalmente no fue aceptada.

### Misterio de su sepultura
Se desconoce la ubicación de la tumba de Moore. Su nieto, John, dijo: "Lo curioso es que mi padre era un buen narrador, pero no podía o no quería decirme dónde estaba enterrado mi abuelo. No sé si había algún asunto pendiente, algún tipo de confusión, o algo que nunca entendí. Es un misterio". Moore cree que el sitio puede estar cerca del embalse Welsh Harp, también conocido como embalse de Brent, en el norte de Londres.